# Elmar Arnhold

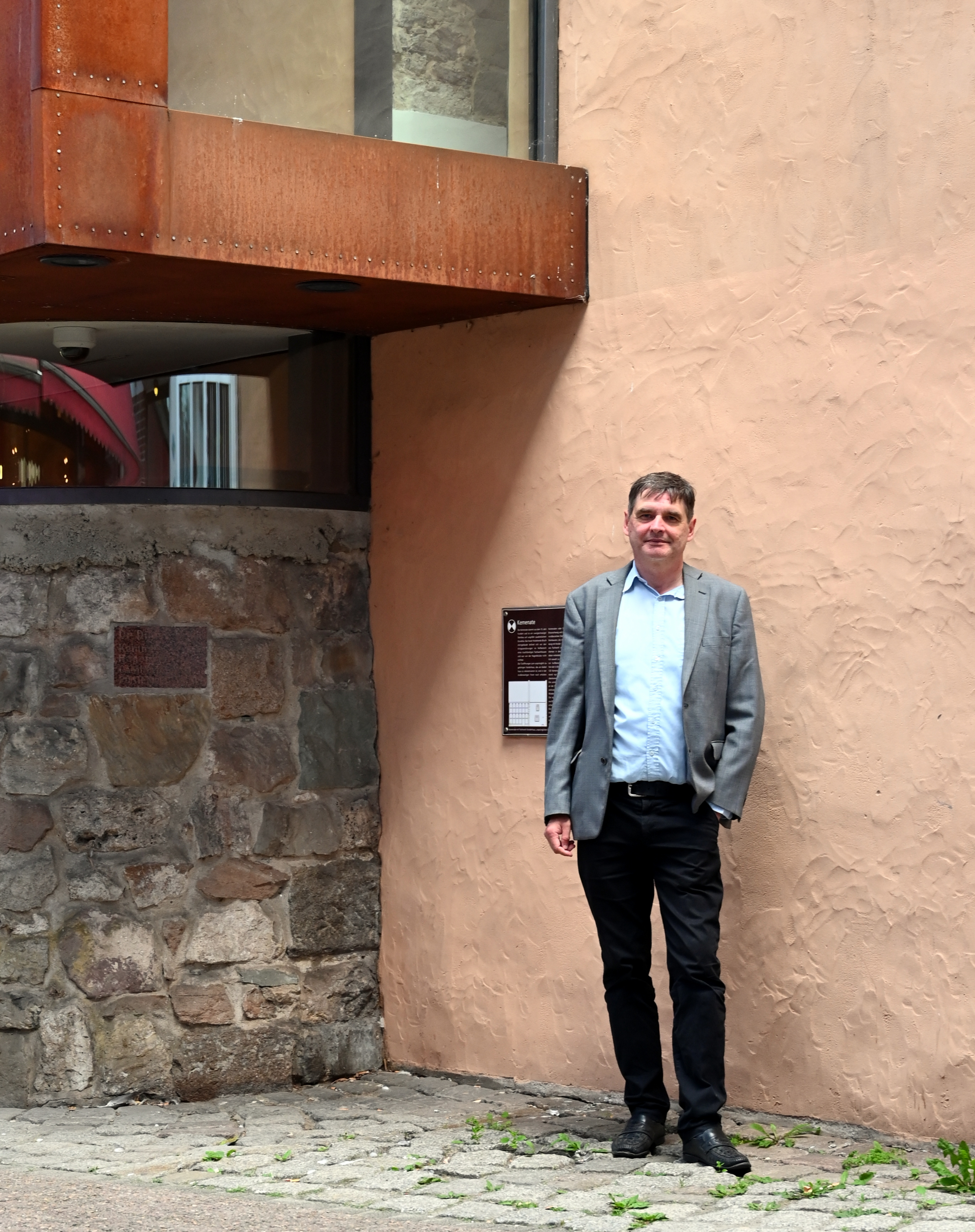
Elmar Arnhold an der Kemenate Hagenbrücke (2022)

Elmar Arnhold (* 29. August 1964 in Nieheim) ist ein deutscher Architekturhistoriker und Sachbuchautor.

## Ausbildung und Wirken
Arnhold legte das Abitur am König-Wilhelm-Gymnasium in Höxter ab und studierte anschließend Architektur an der Technischen Universität Braunschweig. 1993 erhielt er sein Diplom mit einer städtebaulichen Arbeit über ein Seebad auf der Ostseeinsel Usedom. Bereits während des Studiums waren seine Schwerpunkte Stadtbau- und Architekturgeschichte mit dem Fokus auf mittelalterlichem Städtebau sowie Profanbauten des Mittelalters und der Frühen Neuzeit.
Bis 2003 arbeitete Elmar Arnhold als Bauforscher in der Arbeitsgruppe Altstadt in Braunschweig. Seit 2004 ist er als Freiberufler mit Frank Ziehe in den Schwerpunkten Historische Bauforschung, Architekturvisualisierung und Publikationen tätig. Arnholds Forschungsschwerpunkte liegen in Braunschweig und Niedersachsen.
Arnhold ist Lehrbeauftragter für Bautechnikgeschichte am Institut für Bauwerkserhaltung der Technischen Universität Braunschweig. 2006 initiierte er die in Zusammenarbeit mit der TU Braunschweig und dem Museum im Schloss Wolfenbüttel präsentierte Ausstellung „Hermann Korb und seine Zeit – Barockes Bauen im Fürstentum Braunschweig-Wolfenbüttel“. Im Rahmen dieser Arbeit entstand eine vielbeachtete virtuelle Rekonstruktion des nicht mehr vorhandenen Lustschlosses Salzdahlum.
Arnhold ist Autor der 2009–2015 im Kotyrba-Verlag Braunschweig erschienenen Reihe Arnhold & Kotyrba Architekturführer (30 Titel).

## Mitgliedschaften und Ehrenämter
Elmar Arnhold ist Mitglied der Koldewey-Gesellschaft und des Arbeitskreises für Hausforschung.
Er ist von der Stadt Braunschweig berufener, ehrenamtlicher Heimatpfleger Innenstadt, d. h. baugeschichtlich und denkmalpflegerisch beratend für den Stadtteil Innenstadt von Braunschweig zuständig.

## Veröffentlichungen (Auswahl)
(chronologisch)
- Alle Arten von bürgerlichen Wohnhäusern, in: Hermann Korb und seine Zeit 1656–1735 – Barockes Bauen im Fürstentum Braunschweig-Wolfenbüttel (Hrsg.: Museum im Schloss Wolfenbüttel und Fachgebiet Baugeschichte der TU Braunschweig). Braunschweig 2006, ISBN 978-3-937664-51-4, S. 185–226.
- Architectura militaris – Architectura civili-militaris, in: Hermann Korb und seine Zeit 1656–1735 – Barockes Bauen im Fürstentum Braunschweig-Wolfenbüttel (Hrsg.: Museum im Schloss Wolfenbüttel und Fachgebiet Baugeschichte der TU Braunschweig). Braunschweig 2006, ISBN 978-3-937664-51-4, S. 245–266.
- Von Häng- oder Sprengwercken, in: Hermann Korb und seine Zeit 1656–1735 – Barockes Bauen im Fürstentum Braunschweig-Wolfenbüttel (Hrsg.: Museum im Schloss Wolfenbüttel und Fachgebiet Baugeschichte der TU Braunschweig). Braunschweig 2006, ISBN 978-3-937664-51-4, S. 273–285.
- (Mit Frank Ziehe) „Wo Rom / Pariß/ und Haag in eim begriff sich zeigt.“, Das fürstliche Lustschloss zu Salzdahlum im 18. Jahrhundert (Hrsg.: Förderverein Schloss Wolfenbüttel e. V.). DVD, Wolfenbüttel 2007.
- Die Braunschweiger Kemenate, Steinwerke des 12. bis 14. Jahrhunderts in Braunschweig. Braunschweig 2009, ISBN 978-3-926701-76-3.
- (Mit Pablo de la Riestra) Das unzerstörte Erbe Deutschlands. Husum 2015, ISBN 978-3-89876-803-0.
- (Mit Fotos vom Günter Pump) Kleines Braunschweig-ABC. Husum 2016, ISBN 978-3-89876-809-2.
- (Mit Frank Ziehe) Das Herzog Anton Ulrich-Museum und seine Sammlungen, Virtuelle Rekonstruktionen zu den historischen Standorten (Hrsg.: Freundeskreis des Herzog Anton Ulrich-Museums). DVD, Braunschweig 2016.
- Die historischen Stadtkerne im Fachwerk5eck. Hrsg.: Geschäftsstelle Fachwerk5eck. Northeim 2017, zweite überarbeitete Auflage Northeim 2020 (keine ISBN).
- Die Fachwerkarchitektur im Fachwerk5Eck – Duderstadt – Einbeck – Hann. Münden – Northeim – Osterode. Ein Führer zu den Schätzen niedersächsischer Holzbaukunst. Hrsg. Geschäftsstelle Fachwerk5Eck, Northeim 2018 (keine ISBN).
- Mittelalterliche Metropole Braunschweig: Architektur und Stadtbaukunst vom 11. bis 15. Jahrhundert. Braunschweig 2018, ISBN 978-3-944939-36-0.
- Braunschweiger Plätze in Geschichte und Gegenwart (Hrsg. Richard Borek Stiftung). Braunschweig 2021, ISBN 978-3-9823115-0-0.
- (Mit Luftaufnahmen von Hajo Dietz) Sichtachsen in Deutschland. Städte, Parks, Gärten. Schnell + Steiner, Regensburg 2021, ISBN 978-3-7954-3668-1.
- Geschichtsverein Goslar (Hrsg.): Aus Stein gebaut – Goslars mittelalterliche Wohnhäuser. In: Beiträge zur Geschichte der Stadt Goslar. Goslarer Fundus, Band 56, Bielefeld 2016, ISBN 978-3-7395-1056-9.
- Braunschweigs Brücken an den Oker-Umflutgräben. Richard Borek Stiftung, Braunschweig 2023, ISBN 978-3-9823115-3-1.
- Fachwerkhäuser in Braunschweig. Richard Borek Stiftung, Braunschweig 2024, ISBN 978-3-9823115-5-5.